# Brigadas Al-Quds
Las Brigadas de Al-Quds (en árabe: سرايا القدس‎, romanizado: Saraya al-Quds, lit. 'Brigadas de Jerusalén'), es el ala armada de la organización islamista palestina Yihad Islámica Palestina, una milicia financiada en gran parte por el gobierno de Irán. Están especialmente activas en la Cisjordania ocupada y en la Franja de Gaza, las Brigadas Al-Quds fueron fundadas en 1981 por Fathi Shaqaqi y Abd Al Aziz Awda en Gaza.
Fueron muy activas en Cisjordania, especialmente en la ciudad de Yenín, unas extensas operaciones contra sus infraestructuras fueron llevadas a cabo por las FDI y provocaron graves pérdidas al grupo, este pareció estar considerablemente debilitado en 2004 en esa región.
El 1 de marzo de 2006, Abu al-Walid al-Dahdouh, el Comandante del ala militar del grupo, fue atacado y muerto por una bomba o un misil cuando pasaba junto al Ministerio de Finanzas palestino. El 30 de agosto de 2006, el líder del brazo militar de la Yihad Islámica en Cisjordania, las Brigadas Al-Quds, Hussam Jaradat, fue asesinado a tiros por las Fuerzas de Defensa de Israel en una operación militar encubierta que tuvo lugar en la ciudad palestina de Yenín.
En la Franja de Gaza, las Brigadas de Al-Quds siguieron luchando militarmente, por ejemplo, con ataques indiscriminados con cohetes desde zonas civiles pobladas. Las Brigadas Al-Quds promueven la destrucción militar del estado sionista de Israel, por ejemplo, con el lanzamiento indiscriminado de cohetes y morteros o con los atentados suicidas con bombas. La comunidad internacional considera que los ataques indiscriminados con cohetes contra la población civil y el uso de escudos humanos son actos ilegales en virtud del derecho internacional, de la misma manera que lo son también los bombardeos aéreos que lleva a cabo el estado de Israel.
Su causa es el establecimiento de un Estado islámico y el asentamiento de los palestinos en lo que las brigadas consideran su patria legítima dentro de las fronteras geográficas del antiguo Mandato Británico de Palestina, gobernado por los británicos antes de 1948. El grupo yihadista se niega a participar en los procesos políticos y/o en las negociaciones sobre los asentamientos israelíes en los territorios palestinos ocupados por Israel.

## Armamento

### Armas de fuego
| Nombre                 | Imagen            | Origen            | Fabricante                      | Munición          |
| Fusiles de asalto      | Fusiles de asalto | Fusiles de asalto | Fusiles de asalto               | Fusiles de asalto |
| ---------------------- | ----------------- | ----------------- | ------------------------------- | ----------------- |
| Fusil M16              |                   | Estados Unidos    | Colt's Manufacturing Company    | 5,56 × 45 mm OTAN |
| AK-47                  |                   | Rusia             | Corporación Kalashnikov         | 7,62 × 39 mm      |
| AK-103                 |                   | Rusia             | Corporación Kalashnikov         | 7,62 × 39 mm      |
| Fusil de francotirador |                   |                   |                                 |                   |
| SVD Dragunov           |                   | Rusia             | Corporación Kalashnikov         | 7,62 × 54 mm R    |
| Fusil antimaterial     |                   |                   |                                 |                   |
| AM-50 Sayyad           |                   | Irán              | Defense Industries Organization | 12,7 × 99 mm OTAN |
| Ametralladoras         |                   |                   |                                 |                   |
| Ametralladora PK       |                   | Rusia             | Planta Degtiariov               | 7,62 × 54 mm R    |
| DShK                   |                   | Rusia             | Planta de armas de Tula         | 12,7 × 108 mm     |

### Cohetes
| Nombre | Imagen | Origen | Fabricante                      |
| ------ | ------ | ------ | ------------------------------- |
| Fajr-5 |        | Irán   | Defense Industries Organization |

### Granada propulsada por cohete
| Nombre                        | Imagen                        | Origen                        | Fabricante                    |
| Granada propulsada por cohete | Granada propulsada por cohete | Granada propulsada por cohete | Granada propulsada por cohete |
| ----------------------------- | ----------------------------- | ----------------------------- | ----------------------------- |
| RPG-7                         |                               | Rusia                         | Bazalt                        |

### Misiles antitanque
| Nombre             | Fotografía         | Origen             | Sistema de guiado  | Fabricante         |
| Misiles antitanque | Misiles antitanque | Misiles antitanque | Misiles antitanque | Misiles antitanque |
| ------------------ | ------------------ | ------------------ | ------------------ | ------------------ |
| 9K11 Maliutka      |                    | Rusia              | MCLOS              | KBM                |
| 9M113 Konkurs      |                    | Rusia              | SACLOS             | KBP                |
| 9M133 Kornet       |                    | Rusia              | SACLOS             | KBP                |

### Sistema de defensa antiaérea portátil
| Nombre        | Fotografía | Origen | Tipo    | Fabricante |
| ------------- | ---------- | ------ | ------- | ---------- |
| 9K32 Strela-2 |            | Rusia  | MANPADS | KBM        |